# Сулейманова, Эльмира Теймур кызы
Эльмира Теймур гызы Сулейманова (17 июля 1937, Баку - 25 апреля 2024, Баку) – первый уполномоченный по правам человека (Омбудсмен) Азербайджанской Республики, доктор химических наук (1980), профессор (1981), персональный пенсионер Президента Азербайджанской Республики (с 2020 года), ученый, государственный и общественный деятель

## Жизнь
Эльмира Сулейманова родилась 17 июля 1937 года в городе Баку. В 1944-1954 годах училась в средней школе номер 134 в городе Баку. В 1955-1959 годах получила образование на химическом факультете Азербайджанского государственного университета и окончила его с отличием. С этого года она работала в Институте нефтехимических процессов имени академика Юсифа Мамедалиева НАНА, занимала должности лаборанта, младшего научного сотрудника, старшего научного сотрудника, заведующего лабораторией.
Училась в аспирантуре Академии наук Азербайджана, в 1968 году получил степень кандидата химических наук, в 1980 году - ученую степень доктора химических наук, в 1970 году - звание старшего научного сотрудника, а в 1988 году - звание профессора.
С 1997 года являлась членом Нью-Йоркской академии наук.
Скончалась 25 апреля 2024 года после продолжительной болезни. Похоронена на Второй Аллее почетного захоронения.

## Научные достижения
Плоды жизни ученого, ее исследования, предложенные оригинальные методы синтеза, технологии производства и области применения новых химических веществ, и разработка технологических процессов нашли отражение в более чем 260 научных работах, более чем 40 изобретениях, патентах, авторских свидетельствах.
Она подготовила 5 докторов наук, 16 кандидатов наук.
Э. Сулейманова была ученым секретарем отделения химических наук Академии наук Азербайджана (1967–1971), заместителем председателя Координационного совета по проблеме «Нефтехимия» (1970–1995), членом Координационного совета Академии наук СССР по этой же проблеме и членом редакционной коллегии Всесоюзного научного журнала «Нефтехимия» (1986–1990), заместителем председателя правления республиканского общества «Знание» по проблеме «Химия» и председателем Бакинского городского отделения (1980–1992), членом Экспертного совета Республиканской высшей аттестационной комиссии по химии (1998–2000).
Являлась автором более 200 научных работ, 40 изобретений.
Выступала с научными докладами на более чем 30 международных конференциях по нефтехимии, органической химии и тонкому органическому синтезу, в том числе на 7 нефтехимических и 5 арома-симпозиумах в различных странах.
Была основателем и президентом Центра азербайджанской женщины и развития – единственной неправительственной организации, имеющей статус специального консультанта Экономического и социального совета ООН в Азербайджане. Участвовала более чем в 30 международных конференциях и 5 специальных сессиях Генеральной ассамблеи ООН.

## Государственная и общественная деятельность
С 1980 года Эльмира Сулейманова приобрела важные заслуги в развитии женского движения в Азербайджане. В 1990-1994 годах была заместителем председателя Общереспубликанского общества азербайджанских женщин.
Неправительственная организация – Центр азербайджанской женщины и развития (ЦАЖР), основательницей и президентом которого была Э. Сулейманова, а с 2002 года стала его почетным президентом, получил статус представительства Института ООН по исследованиям и тренингам по развитию женщин в Азербайджане, а также статус специального консультанта Экономического и социального совета ООН. Центр, созданный в 1994 году и зарегистрированный государством в 1995 году, является единственной женской неправительственной организацией в Азербайджане, удостоенной такого статуса. За годы пребывания на посту президента ЦАЖР Э. Сулейманова стала членом более 15 престижных международных организаций, тесно сотрудничала с различными агентствами ООН - ПРООН, УВКПЧ, ЮНИСЕФ, УВКБ, ЮНФПА, СВГРРПВЖ (ныне UNW), ДОИ и другими.
Реализовала ряд проектов, автором и руководителем которых являлась, - проблемы беженцев и вынужденных переселенцев, миграция местного населения в городские и сельские районы Азербайджана, эксплуатация женщин в семье, реабилитация детей-беженцев, репродуктивное здоровье и планирование семьи и другие многочисленные проекты. Создала Азербайджанскую детско-молодежную миротворческую сеть (АДММС) (2000 г) и Школу лидерства при ней (2001 г), Альянс НПО «Защита прав женщин, детей и молодежи» (2000 г), в то время руководила регулярно действующими этими структурами.
Тысячи выпускников Школы лидерства АДММС, которая является ресурсным центром по правам детей при омбудсмене, прошли подготовительный курс по изучению своих прав и обучению им своих сверстников в соответствии с Конвенцией о правах ребенка. В результате успешной деятельности в 2000-2002 годах Э. Сулейманова была избрана национальным координатором по правам детей в Региональном комитете неправительственных организаций стран Восточной Европы и СНГ при ЮНИСЕФ.
В 2001 году Э. Сулейманова создала первый в Азербайджане Ресурсный центр для пожилых людей, который регулярно действует как ресурсный центр омбудсмена. Была лидером Всемирного женского движения. Американский университет Рочестера удостоил ее чести как одной из 100 героических женщин, которые являются защитниками и образцами для подражания в области прав женщин и девушек (1998).
В качестве представителя государства или НПО, а также координатора выступала с докладами на специальных сессиях и конференциях Генеральной ассамблеи ООН по правам человека (Вена, 1993), по народонаселению и развитию (Каир, 1994 и Гаага, 1999), проблемам женщин (Пекин, 1995, Нью-Йорк, 2000), по населенным пунктам (Стамбул, 1996, Нью-Йорк, 2001), социальному развитию (Женева, 2001), по правам детей (Нью-Йорк, 2002), работала в региональных учреждениях.
• 2 июля 2002 года была избрана Уполномоченным по правам человека (Омбудсменом) Азербайджанской Республики.
• 5 марта 2010 года была переизбрана Уполномоченным по правам человека (Омбудсменом) Азербайджанской Республики на новый срок.
Омбудсмен Азербайджана была членом Международного и Европейского институтов омбудсменов, Ассоциации омбудсменов Азии и Ассоциации омбудсменов исламских стран, Европейской сети омбудсменов, Европейской сети национальных правозащитных учреждений, Европейской сети омбудсменов по правам ребенка (ENOC).
В ноябре 2015 года была избран вице-президентом Ассоциации омбудсменов Азии.
Распоряжением Президента Азербайджанской Республики Ильхама Алиева от 13 января 2009 года об обеспечении реализации Факультативного протокола к «Конвенции против пыток и других жестоких, бесчеловечных или унижающих достоинство видов обращения и наказания», утвержденного 2 декабря 2008 года, Уполномоченный по правам человека (Омбудсмен) Азербайджанской Республики был определен как институт, выполняющий функции национального превентивного механизма (НПМ).
Функция контроля за выполнением требований Конституционного закона «Об Уполномоченном по правам человека (Омбудсмене) Азербайджанской Республики» и Закона Азербайджанской Республики «О получении информации» была возложена на Уполномоченного.

## Педагогическая деятельность
На созданной по ее инициативе в Бакинском государственном университете кафедре «ЮНЕСКО прав человека и информационного права» ведется подготовка высококвалифицированных кадров в области прав человека на степени бакалавра и магистра. Э. Сулейманова также читала лекции для студентов юридического факультета на основе сборника лекций по предметам «Права человека» и «Введение в гендер», соавтором которого она являлась.
Э. Сулейманова также читала лекции в Уральском государственном юридическом университете Российской Федерации (2007), Джорджтаунском университете США (2008), Московском государственном институте международных отношений (2008), Российском государственном гуманитарном университете (2010), Университете Ондокуз Майис Турции (2012).

## Работы, связанные с международными организациями
По инициативе Уполномоченного за период ее деятельности было подписано соглашение о сотрудничестве с омбудсменами многих зарубежных стран.
Эльмира Сулейманова приняла участие в 45 конференциях, связанных с ее научной деятельностью, более 130 симпозиумах и форумах, связанных с ее общественной деятельностью. Занимая должность омбудсмена, она приняла участие в более чем 150 международных конференциях, выступала, вносила предложения по обсуждаемым там темам. За этот период она достойно представила Азербайджан на престижных мероприятиях, проведенных в 80 странах – США, Германии, Франции, Италии, Турции, Испании, Российской Федерации, Швеции, Швейцарии, Норвегии, Бельгии, Китае, Южно-Африканской Республике, Новой Зеландии, Непале, Индонезии, Люксембурге, Нидерландах, Японии, Польше, Румынии и других странах.
В целом уполномоченный выступила с более 100 заявлениями, в том числе о трагедии 20 Января, Ходжалинском геноциде, Геноциде азербайджанцев 31 марта 1918 года, а также о насилии, совершенном Вооруженными силами Армении против азербайджанцев в Нагорном Карабахе и на прилегающих к нему территориях и др., которые были направлены Генеральному секретарю ООН, Верховному комиссару по правам человека, Верховному комиссару по делам беженцев, Совету Европы, ОБСЕ, Международному и Европейскому институтам омбудсменов, Азиатской ассоциации омбудсменов и омбудсменам, являющимся членами этих институтов, посольства иностранных государств в Азербайджанской Республике и посольства нашей страны за рубежом, а также азербайджанским диаспорам, действующим в различных странах.
С 14 мая 2011 года функции независимого механизма мониторинга, предусмотренные статьей 33.2 Конвенции ООН о правах инвалидов, возложены на Омбудсмена в нашей стране.
Принимая во внимание рекомендации Омбудсмена, Распоряжением Президента Азербайджана Ильхама Алиева от 28 декабря 2006 года был утвержден «Национальный план деятельности по защите прав человека», Распоряжением от 27 декабря 2011 года – «Национальная программа действий в области повышения эффективности защиты прав и свобод человека в Азербайджанской Республике». По поручению Президента Азербайджана Э. Сулейманова возглавила рабочую группу по реализации этих документов.
• С марта 2015 года была членом Национальной комиссии Азербайджанской Республики по делам ЮНЕСКО.
• В 2016 году была избрана почетным генеральным директором Международного биографического центра.
• В 2016 году была избрана членом Международной академии экоэнергетики.

## Награды
- За заслуги в развитии химической науки и подготовке высококвалифицированных кадров талантливому ученому в 1979 году было присвоено почетное звание «Почетный химик» СССР, за изобретения, применяемые в парфюмерной, пищевой и лакокрасочной промышленности – «Изобретатель СССР».
- Указом Президиума Верховного Совета СССР награждена орденом «Знак Почета» (1986) и медалью «Ветеран труда».
- В 1997 году была удостоена награды имени академика Ю. Х. Мамедалиева и награждена медалью за заслуги в области развития в Азербайджане и интеграции химической науки на мировом уровне.
- В 1998 году она была включена в список «100 героинь».
- В 2003 году была удостоена Международной премии Мира Культурной конвенции США. Омбудсмен была удостоена этой награды за эффективную деятельность в сфере защиты и реализации прав человека, а также за заслуги в создании человеческой гармонии.
- Награждена Международной премией Мира (2003).
- В 2005 году Межрелигиозная межнациональная федерация «За мир во всем мире» присвоила ей почетное звание «Посол мира». Эта награда вручается тем, кто вносит вклад в межрелигиозное сотрудничество, международные моральные ценности, усиление ООН, создание культуры мира.
- Имя Омбудсмена Азербайджана Э. Сулеймановой включено в число номинантов проекта «1000 женщин на Нобелевскую премию мира – 2005 года» международной группой координаторов Комитета Нобелевской премии мира в Осло и в книгу «Одна из 1000 женщин мира», зарегистрированной комитетом.
- Орден «Слава» (16 июля 2007 года) — за заслуги в области защиты прав человека в Азербайджанской Республике[1].
- Офицер ордена Заслуг перед Республикой Польша (28 февраля 2008 года, Польша) — за выдающийся вклад в международное сотрудничество в области защиты свобод и прав человека и гражданина[2].
- Диплом «Известный представитель интеллигенции XXI века» (2009 год)[3].
- За многогранную деятельность и заслуги Эльмиры ханым ее имя было включено 7-й выпуск Международного сборника «Кто есть кто?», изданного Американским биографическим институтом в 1999 году, в 10-й выпуск «Профессиональные и деловые женщины» в 2011 году.
- В 2011 году награждена орденом «Международный посол» Американского биографического института.
- В 2017 году награждена Почетной медалью тюркского мира со стороны ILESAM (Профессиональное объединение авторов произведений науки и литературы).
- Орден «Честь» (14 июля 2017 года) — за плодотворную деятельность в области защиты прав человека в Азербайджанской Республике и активное участие в общественно-политической жизни страны[4].
- Награждена юбилейной медалью «100-летие Азербайджанской Демократической Республики (1918-2018)».
- В 2019 году председатель Великого национального собрания Турции вручил Эльмире ханым памятную монету, изготовленную по случаю независимости Азербайджанской Республики и 100-летия создания Милли Меджлиса Азербайджана.
- В 2019 году была избрана действительным членом Международной академии наук по изучению тюркского мира и награждена Международной медалью «Золотая звезда» академии за вклад в мировую науку и культуру, а также большие заслуги в защите прав человека.
- В 2019 году была избрана действительным (академическим) членом Европейской академии естественных наук, действующей в городе Ганновер Германии, ей были вручены значок и мантия.
- Орден «За службу Отечеству» II степени (19 декабря 2019 года) — за активное участие в общественно-политической жизни Азербайджанской Республики и плодотворную деятельность в области защиты прав человека[5].
- 16 июля 2020 года ей была предоставлена персональная стипендия Президента Азербайджанской Республики.
- Юбилейная медаль «100-летие Полиции Азербайджана»
- Юбилейная медаль «100-летие органов государственной безопасности и внешней разведки Азербайджанской Республики»
- Медаль «20-летие Государственного таможенного комитета»
- Медаль «10-летие Государственной миграционной службы»
- Распоряжением Президента Азербайджанской Республики была награждена юбилейной медалью Азербайджанской Республики «100-летие Гейдара Алиева (1923-2023)».